# 효자 박이명 정려
효자 박이명 정려(孝子 朴履命 旌閭)는 세종특별시 전의면 달전리에 있는 정려이다. 2014년 9월 30일  세종특별자치시의 향토문화유산 제17호로 지정되었다.

## 개요
효자 박이명 정려(孝子 朴履命 旌閭)는 조선시대 효자 박이명(朴履命, 1823~1890)의 효행(孝行)을 세상에 널리 알려 칭찬하고 기억하기 위해 나라에서 하사한 명정(銘旌)을 현판(懸板)으로 걸어놓은 정문(旌門)이다.
박이명은 암행어사(暗行御史) 설화(說話)로 유명한 박문수(朴文秀, 1691~1756)의 증손자로 본관은 고령(高靈), 자(字)는 성지(性之)이다. 1857년(철종 8)에 실시한 정사년(丁巳年) 정시(庭試) 무과(武科)에 합격하고 1859년(철종 10) 현재 보령시(保寧市) 지역인 남포현감(藍浦縣監)을 지냈다. 박이명은 항상 부모님을 먼저 생각하고 모신 일화가 알려져 있으며, 두 분이 돌아가시자 각각 3년씩 묘 옆에 움막을 짓고 살면서 곁은 지켰다고 한다.
박이명이 남포현감으로 재임하던 시절 바르고 어질게 다스렸다 하여 고을 주민들이 선정비(善政碑)를 세웠으며, 그의 효행에 대해 지역의 유림(儒林)들이 글을 올려 1891년(고종 28)에 명정을 받고 정문이 세워졌으며, 내부에는 박이명의 현판이 걸려있다.